# Тврдошовце
Тврдошовце (слч. Tvrdošovce, мађ. Tardoskedd) насељено је мјесто са административним статусом сеоске општине (слч. obec) у округу Нове Замки, у Њитранском крају, Словачка Република.

## Становништво
| Година:    | 1994. | 2004.   | 2014.   | 2024.   |
| ---------- | ----- | ------- | ------- | ------- |
| Број људи: | 5145  | 5239    | 5172    | 5062    |
| Разлика:   |       | +1,82 % | -1,27 % | -2,12 % |

| Година:    | 2023. | 2024.   |
| ---------- | ----- | ------- |
| Број људи: | 5089  | 5062    |
| Разлика:   |       | -0,53 % |

Према подацима о броју становника из 2011. године насеље је имало 5.180 становника.